# Финска на Европском првенству у атлетици у дворани 2021.
Финска је учествовала на 36. Европском првенству у дворани 2021 који се одржао у Торуњу, Пољска, од 4. до 7. марта. Ово је било тридесет шесто Европско првенство у дворани на којем је Финска учествовала, односно учествовала је на свим првенствима одржаним до данас.
Репрезентацију Финске представљало је 19 спортиста (9 мушкарца и 10 жена) који су се такмичили у 13 дисциплина (6 мушких и 7 женских).
На овом првенству представници Финске освојили су 3 медаље (1 сребрну и 2 бронзане). Овим успехом Финска је заузела 17 место у укупном пласману освајача медаља.  У табели успешности према броју и пласману такмичара који су учествовали у финалним такмичењима (првих 8 такмичара) Финска је са 7 финалиста заузела 12. место са 32 бода.
| Пл. | Земља  | 1. место | 2. место | 3. место | 4. место | 5. место | 6. место | 7. место | 8. место | Бр. фин.-Бод. |
| --- | ------ | -------- | -------- | -------- | -------- | -------- | -------- | -------- | -------- | ------------- |
| 12. | Финска | –        | 1–7      | 2–12     | 1–5      | –        | 2–6      | 1–2      | –        | 7 – 32        |

## Учесници
| Мушкарци: - Самули Самуелсон — 60 м - Самуел Пурола — 60 м - Рику Илука — 60 м - Јонас Рине — 1.500 м - Елмо Лака — 60 м препоне - Илари Манинен — 60 м препоне - Даниел Косонен — Скок увис - Уро Кујанпe — Скок мотком - Кристијан Пули — Скок удаљ | Жене: - Лота Кемпинен — 60 м - Анина Кортетма — 60 м - Сара Куивисто — 800 м - Норалота Незири — 60 м препоне - Ани Сиртола — 60 м препоне - Ела Јунила — Скок увис - Вилма Мурто — Скок мотком - Кристина Мекеле — Троскок - Сени Салминен — Троскок - Сања Мекитерме — Бацање кугле |  |

## Резултати

### Мушкарци
| Атлетичар        | Дисциплина   | Лични рекорд | Квалификације     | Квалификације | Полуфинале            | Полуфинале            | Финале                | Финале       | Детаљи                                   |
| Атлетичар        | Дисциплина   | Лични рекорд | Резултат          | Место         | Резултат              | Место                 | Резултат              | Место        | Детаљи                                   |
| ---------------- | ------------ | ------------ | ----------------- | ------------- | --------------------- | --------------------- | --------------------- | ------------ | ---------------------------------------- |
| Самули Самуелсон | 60 м         | 6,66         | 6,75 (.742)       | 4. у гр 2     | Нису се квалификовали | Нису се квалификовали | Нису се квалификовали | 30 / 63 (65) |                                          |
| Самуел Пурола    | 60 м         | 6,67         | 6,77 (.768)       | 6. у гр 5     | Нису се квалификовали | Нису се квалификовали | Нису се квалификовали | 39 / 63 (65) |                                          |
| Рику Илука       | 60 м         | 6,73         | 6,79 (.790)       | 5. у гр 8     | Нису се квалификовали | Нису се квалификовали | Нису се квалификовали | 46 / 63 (65) |                                          |
| Јонас Рине       | 1.500 м      | 3:44,57      | 3:41,40 (.394) ЛР | 5. у гр 4     |                       |                       | Нису се квалификовали | 18 / 50 (51) |                                          |
| Елмо Лака        | 60 м препоне | 7,63         | 7,70 (.698) КВ    | 2. у гр 1     | 7,71                  | 4. у гр 3             | Нису се квалификовали | 9 / 35       | Архивирано на веб-сајту (30. април 2021) |
| Илари Манинен    | 60 м препоне | 7,82         | 7,90 (.895)       | 2. у гр 4     | Није се квалификовао  | Није се квалификовао  | Није се квалификовао  | 27 / 35      | Архивирано на веб-сајту (30. април 2021) |
| Даниел Косонен   | Скок увис    | 2,20         | 2,16              | 12.           |                       |                       | Нису се квалификовали | 12 / 14      |                                          |
| Уро Кујанпe      | Скок мотком  | 5,66         | 5,35              | 12.           | 12 / 14 (15)          |                       | Нису се квалификовали |              |                                          |
| Кристијан Пули   | Скок удаљ    | 7,83         | 7,81 КВ, ЛРС      | 5.            | 8,24 НР, ЛР           |                       |                       |              |                                          |

### Жене
| Атлетичарка     | Дисциплина   | Лични рекорд | Квалификације    | Квалификације    | Полуфинале            | Полуфинале            | Финале                | Финале                | Детаљи                                   |
| Атлетичарка     | Дисциплина   | Лични рекорд | Резултат         | Место            | Резултат              | Место                 | Резултат              | Место                 | Детаљи                                   |
| --------------- | ------------ | ------------ | ---------------- | ---------------- | --------------------- | --------------------- | --------------------- | --------------------- | ---------------------------------------- |
| Лота Кемпинен   | 60 м         | 7,16 НР      | 7,25 (.244) КВ   | 1. у гр. 3       | 7,24 КВ               | 1. у гр. 3            | 7,22 (.212)           |                       |                                          |
| Анина Кортетма  | 60 м         | 7,36         | 7,48             | 8. у гр. 1       | Нису се квалификовале | Нису се квалификовале | Нису се квалификовале | 35 / 37 (40)          | Архивирано на веб-сајту (30. април 2021) |
| Сара Куивисто   | 800 м        | 2:03,29      | 2:04,20 КВ       | 3. у гр. 6       | 2:03,64               | 3. у гр. 3            | Није се квалификовала | 8 / 34 (35)           |                                          |
| Норалота Незири | 60 м препоне | 7,91 НР      | 8,03 КВ          | 2. у гр. 4       | 7,97 КВ               | 1. у гр. 1            | 7,93                  | 4 / 28                | Архивирано на веб-сајту (30. април 2021) |
| Ани Сиртола     | 60 м препоне | 8,12         | Дисквалификована | Дисквалификована | Није се квалификовала | Није се квалификовала | Није се квалификовала | Није се квалификовала | Архивирано на веб-сајту (30. април 2021) |
| Ела Јунила      | Скок увис    | 1,94 НР      | 1,91 кв          | 6.               |                       |                       | 1,96 НР               |                       |                                          |
| Вилма Мурто     | Скок мотком  | 4,71 НР      |                  |                  |                       |                       | 4,55 ЛРС              | 6 / 10                |                                          |
| Кристина Мекеле | Троскок      | 14,38 НР     | 14,09 кв         | 7.               |                       |                       | 14,23 ЛРС             | 6 / 16                |                                          |
| Сени Салминен   | Троскок      | 13,94        | 14,22 КВ, ЛР     | 3.               | 14,14                 | 7 / 16                |                       |                       |                                          |